# Oblast Lwiw
Die Oblast Lwiw oder das Gebiet Lemberg (ukrainisch Львівська область Lwiwska oblast, polnisch Województwo Lwowskie) ist eine Verwaltungseinheit der Ukraine im Nordwesten des Landes. Sie hat 2.497.750 Einwohner (Anfang 2021; de facto).

## Geographie

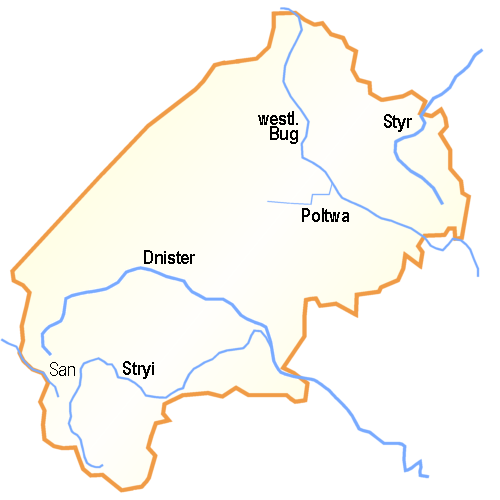
Wichtige Flüsse in der Oblast

Die Oblast umfasst einen Teil der historischen Landschaft Galizien, allerdings zählten die Dörfer Pissotschne (Пісочне), Matiw (Матів), Salyschnja (Залижня), Bodjatschiw (Бодячів), Schpykolossy (Шпиколоси), Knjasche (Княже) und Fussiw (Фусів) bis zum Ende des Bestehens Galiziens 1918 nicht dazu.
Hauptstadt ist Lwiw (Lemberg); weitere größere Städte sind Drohobytsch, Tscherwonohrad und Stryj. Durch die Oblast verlaufen die wichtigsten Verkehrsverbindungen von der Ukraine in die Slowakei, nach Österreich und Südeuropa.
Im Westen grenzt die Oblast an Polen (Woiwodschaften Lublin und Karpatenvorland). Im Norden an die Oblast Wolyn und Riwne, im Osten an die Oblast Ternopil, im Südosten und Süden an die Oblaste Iwano-Frankiwsk und Transkarpatien.
Einige größere Flüsse entspringen in der Oblast, so der zum Schwarzen Meer abfließende Dnister sowie der Westliche Bug. Der Bug bildet weiter nördlich die Grenze zu Polen. Weitere Flüsse sind der Styr, San und der Stryj. Der höchste Berg der Oblast ist der an der Grenze zur Oblast Transkarpatien gelegene, 1408 m hohe Pikuj am Nordrand der Waldkarpaten.
In der Oblast leben um die 5 % der Gesamtbevölkerung der Ukraine, 60,6 % in städtischen Gebieten. Die Bevölkerungsdichte ist ungefähr anderthalbfach so hoch wie im Rest des Landes. Von den westlich gelegenen Oblasten ist sie am stärksten urbanisiert. Die Oblast ist reich an Wasserflächen. Ebenso gibt es hier natürliche Erdgas-Reserven in 15 Lagerstätten.
Die Kfz-Kennzeichen der Oblast sind BC und HC.

## Geschichte
Die Oblast entstand nach der Besetzung Ostpolens durch die Sowjetunion als Teil der Ukrainischen SSR per Ukas am 4. Dezember 1939 aus den östlichen Teilen der bis dahin bestehenden polnischen Woiwodschaften Lemberg und Tarnopol. Zunächst wurden folgende ehemals polnische Powiate (russisch Ujesd genannt) beibehalten:
- Bobrka/Bóbrka (Бобркский уезд)
- Brody (Бродский уезд)
- Gorodok/Gródek (Городокский уезд)
- Jaworow/Jaworów (Яворовский уезд)
- Kamenka-Strumilowa/Kamionka Strumiłowa (Каменский уезд)
- Ljubatschew/Lubaczów (Любачевский уезд; mit veränderten Grenzen)
- Lwow/Lwów (Львовский уезд)
- Peremyschljany/Przemyślany (Перемышлянский уезд)
- Radechow/Radziechów (Радзеховский уезд)
- Rawa-Russkaja/Rawa Ruska (Рава-Русский уезд)
- Scholkew/Żółkiew (Жолкевский уезд)
- Sokal (Сокальский уезд)
- Solotschew/Złoczów (Золочевский уезд)

Nach Beratungen am 10. Januar 1940 wurden am 17. Januar 1940 die Ujesde aufgelöst und durch folgende 37 Rajone ersetzt (es werden die russischen Namen, in der Zeit in vielen Fällen der kyrillischen Transkription der polnischen Namen entsprechend, angeführt, da diese die zeitgenössischen amtlichen Bezeichnungen widerspiegeln):
- Rajon Bobrka mit Rajonszentrum Bobrka (Бобрка)
- Rajon Brody mit Rajonszentrum Brody (Броди)
- Rajon Busk mit Rajonszentrum Busk (Буськ)
- Rajon Dsedsiluw mit Rajonszentrum Dsedsiluw (Дзедзилув)
- Rajon Dunajuw mit Rajonszentrum Dunajuw (Дунаюв)
- Rajon Glinjany mit Rajonszentrum Glinjany (Глиняны)
- Rajon Gorinez mit Rajonszentrum Gorinez (Горинец)
- Rajon Gorodok mit Rajonszentrum Gorodok (Городок)
- Rajon Janow mit Rajonszentrum Janow (Янов)
- Rajon Jarytschew Nowy mit Rajonszentrum Jarytschew Nowy (Ярычев Новый)
- Rajon Jaworow mit Rajonszentrum Jaworow (Яворов)
- Rajon Kamenka-Strumilowa mit Rajonszentrum Kamenka-Strumilowa (Каменка-Струмилова)
- Rajon Krakowez mit Rajonszentrum Krakowez (Краковец)
- Rajon Krasnoje mit Rajonszentrum Krasnoje (Красное)
- Rajon Kulikow mit Rajonszentrum Kulikow (Куликов)
- Rajon Ljaschki mit Rajonszentrum Ljaschki (Ляшки)
- Rajon Ljubatschew mit Rajonszentrum Ljubatschew (Любачев)
- Rajon Lopatin mit Rajonszentrum Lopatin (Лопатин)
- Rajon Lwow mit Rajonszentrum Lwow (Львов)
- Rajon Mosty Welke mit Rajonszentrum Mosty Welke (Мосты Велке)
- Rajon Nemirow mit Rajonszentrum Nemirow (Немиров)
- Rajon Olesko mit Rajonszentrum Olesko (Олеско)
- Rajon Peremyschljany mit Rajonszentrum Peremyschljany (Перемишляни)
- Rajon Podkamen mit Rajonszentrum Podkamen (Подкамень)
- Rajon Ponikowiza mit Rajonszentrum Ponikowiza (Пониковица)
- Rajon Radechow mit Rajonszentrum Radechow (Радехов)
- Rajon Rawa Russkaja mit Rajonszentrum Rawa-Russkaja (Рава Русская)
- Rajon Schewtschenkowo mit Rajonszentrum Schewtschenkowo (Шевченково)
- Rajon Scholkew mit Rajonszentrum Scholkew (Жолкев)
- Rajon Schtschirez mit Rajonszentrum Schtschirez (Щирец)
- Rajon Sinjawa mit Rajonszentrum Sinjawa (Синява)
- Rajon Skole mit Rajonszentrum Skole (Сколе)
- Rajon Sokal mit Rajonszentrum Sokal (Сокаль)
- Rajon Sokolniki mit Rajonszentrum Sokolniki (Сокольники)
- Rajon Solotschew mit Rajonszentrum Solotschew (Золочев)
- Rajon Ugnew mit Rajonszentrum Ugnew (Угнев)
- Rajon Winniki mit Rajonszentrum Winniki (Винники)

Dazu kamen die kreisfreien Städte Brody, Gorodok, Lwow, Rawa-Russkaja und Solotschew.
Bereits am 7. März 1940 wurde der Verwaltungssitz des Rajons Dunajuw nach Pomorjany verlegt und der Rajon entsprechend umbenannt, ebenso am 11. November 1940 der Rajon Dsedsiluw in Rajon Nowy Miljatin. Der Rajon Schewtschenkowo wurde am 10. September 1940 aufgelöst; dafür entstand im Verlauf des gleichen Jahres ein Rajon Kamionka-Woloska mit Verwaltungssitz im heute nicht mehr existenten Dorf Kamionka-Woloska (Камионка-Волоска).

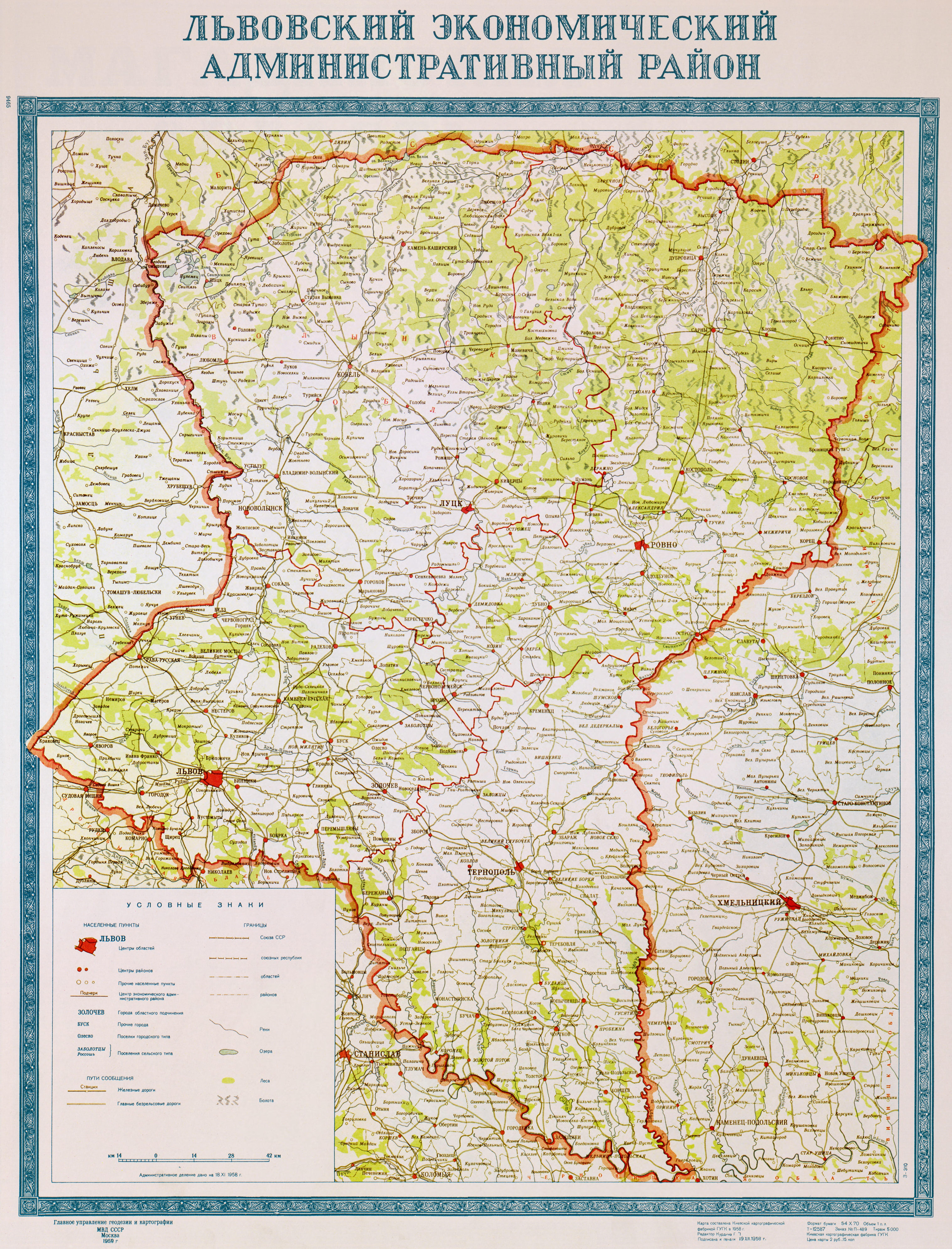
Die Oblast Lwow/Lwiw als Teil der gleichnamigen Wirtschaftsverwaltungsregion im Jahre 1958

Die Oblast wurde nach dem Überfall Deutschlands auf die Sowjetunion am 22. Juni 1941 wieder aufgelöst, das Gebiet ging großteils im Distrikt Galizien auf und konnte erst nach der Rückeroberung des Gebiets durch die Rote Armee im Jahre 1944 wiederhergestellt werden.
Noch im Oktober 1944 kam es auf Grund der Verhandlungen der Sowjetunion mit dem Lubliner Komitee zur Rückgabe folgender Rajone an Polen: Rajon Gorinez, Rajon Ljubatschew, Rajon Ugnew, Rajon Ljaschki sowie Rajon Sinjawa.
Infolge des Polnisch-Sowjetischen Gebietsaustausch im Frühjahr 1951 wurde ein neuer Rajon Sabug/Sabuh (Забузький район) erschaffen der die neuen sowjetischen Gebiete umfasste. Am 21. Mai 1959 wurde die südlich gelegene Oblast Drohobytsch aufgelöst und mit der Oblast vereinigt. 1961 wurde schließlich ein Teil der Oblast Wolyn an die Oblast angegliedert. Seither haben sich die Grenzen der Oblast nicht mehr verändert.

## Politik
Bei der Parlamentswahl in der Ukraine 2019 hatte die Oblast Lwiw eine der höchsten Wahlbeteiligungen. Aktueller Gouverneur der Oblast ist Maksym Kosyzkyj.

## Administrative Unterteilung
Die Oblast Lwiw ist verwaltungstechnisch in 7 Rajone unterteilt. Dazu kommen noch die Stadtrajone der Stadt Lwiw. Bis zur großen Rajonsreform am 18. Juli 2020 war sie in 20 Rajone sowie 9 direkt der Oblastverwaltung unterstehende (rajonfreie) Städte unterteilt. Dies waren die Städte Boryslaw, Drohobytsch, Morschyn, Nowyj Rosdil, Sambir, Stryj, Truskawez, Tscherwonohrad sowie das namensgebende Verwaltungszentrum der Oblast, die Stadt Lwiw.

### Rajone der Oblast Lwiw mit deren Verwaltungszentren
| Rajone der Oblast Lwiw | Rajone der Oblast Lwiw                  | Rajone der Oblast Lwiw | Rajone der Oblast Lwiw                                        |
| Deutsche Bezeichnung   | Ukrainische Bezeichnung                 | Verwaltungszentrum     | Weitere frühere (bis 2020) Rajonzentren und rajonfreie Städte |
| ---------------------- | --------------------------------------- | ---------------------- | ------------------------------------------------------------- |
| Rajon Drohobytsch      | Дрогобицький район Drohobyzkyj rajon    | Drohobytsch (Stadt)    | Boryslaw, Truskawez                                           |
| Rajon Jaworiw          | Яворівський район Jaworiwskyj rajon     | Jaworiw (Stadt)        | Mostyska                                                      |
| Rajon Lwiw             | Львівський район Lwiwskyj rajon         | Lwiw (Stadt)           | Horodok, Kamjanka-Buska, Peremyschljany, Pustomyty, Schowkwa  |
| Rajon Sambir           | Самбірський район Sambirskyj rajon      | Sambir (Stadt)         | Staryj Sambir, Turka                                          |
| Rajon Scheptyzkyj      | Шептицький район Scheptyzkyj rajon      | Scheptyzkyj (Stadt)    | Radechiw, Sokal                                               |
| Rajon Solotschiw       | Золочівський район Solotschiwskyj rajon | Solotschiw (Stadt)     | Brody, Busk                                                   |
| Rajon Stryj            | Стрийський район Stryjskyj rajon        | Stryj (Stadt)          | Morschyn, Mykolajiw, Nowyj Rosdil, Schydatschiw, Skole        |

Bis 2020 gab es folgende Rajonsaufteilung:

Karte der Rajone und rajonfreien Städte der Oblast (bis 2020)

| Rajone der Oblast Lwiw bis 2020 | Rajone der Oblast Lwiw bis 2020               | Rajone der Oblast Lwiw bis 2020 | Rajone der Oblast Lwiw bis 2020   |
| Deutsche Bezeichnung            | Ukrainische Bezeichnung                       | Verwaltungszentrum              | 2020 (überwiegend) aufgegangen in |
| ------------------------------- | --------------------------------------------- | ------------------------------- | --------------------------------- |
| Rajon Brody                     | Бродівський район Brodiwskyj rajon            | Brody (Stadt)                   | Rajon Solotschiw                  |
| Rajon Busk                      | Буський район Buskyj rajon                    | Busk (Stadt)                    | Rajon Solotschiw                  |
| Rajon Drohobytsch               | Дрогобицький район Drohobyzkyj rajon          | Drohobytsch (Stadt)             | Rajon Drohobytsch                 |
| Rajon Horodok                   | Городоцький район Horodozkyj rajon            | Horodok (Stadt)                 | Rajon Lwiw                        |
| Rajon Jaworiw                   | Яворівський район Jaworiwskyj rajon           | Jaworiw (Stadt)                 | Rajon Jaworiw                     |
| Rajon Kamjanka-Buska            | Кам'янка-Бузький район Kamjanka-Buskyj rajon  | Kamjanka-Buska (Stadt)          | Rajon Lwiw                        |
| Rajon Mostyska                  | Мостиський район Mostyskyj rajon              | Mostyska (Stadt)                | Rajon Jaworiw                     |
| Rajon Mykolajiw                 | Миколаївський район Mykolajiwskyj rajon       | Mykolajiw (Stadt)               | Rajon Stryj                       |
| Rajon Peremyschljany            | Перемишлянський район Peremyschljanskyj rajon | Peremyschljany (Stadt)          | Rajon Lwiw                        |
| Rajon Pustomyty                 | Пустомитівський район Pustomytiwskyj rajon    | Pustomyty (Stadt)               | Rajon Lwiw                        |
| Rajon Radechiw                  | Радехівський район Radechiwskyj rajon         | Radechiw (Stadt)                | Rajon Tscherwonohrad              |
| Rajon Sambir                    | Самбірський район Sambirskyj rajon            | Sambir (Stadt)                  | Rajon Sambir                      |
| Rajon Schowkwa                  | Жовківський район Schowkiwskyj rajon          | Schowkwa (Stadt)                | Rajon Lwiw                        |
| Rajon Schydatschiw              | Жидачівський район Schydatschiwskyj rajon     | Schydatschiw (Stadt)            | Rajon Stryj                       |
| Rajon Skole                     | Сколівський район Skoliwskyj rajon            | Skole (Stadt)                   | Rajon Stryj                       |
| Rajon Sokal                     | Сокальський район Sokalskyj rajon             | Sokal (Stadt)                   | Rajon Tscherwonohrad              |
| Rajon Solotschiw                | Золочівський район Solotschiwskyj rajon       | Solotschiw (Stadt)              | Rajon Solotschiw                  |
| Rajon Staryj Sambir             | Старосамбірський район Starosambirskyj rajon  | Staryj Sambir (Stadt)           | Rajon Sambir                      |
| Rajon Stryj                     | Стрийський район Stryjskyj rajon              | Stryj (Stadt)                   | Rajon Stryj                       |
| Rajon Turka                     | Турківський район Turkiwskyj rajon            | Turka (Stadt)                   | Rajon Sambir                      |

### Größte Städte
| Stadt                                                                                    | Ukrainischer Name | Russischer Name | Einwohner 1. Januar 2021 |
| ---------------------------------------------------------------------------------------- | ----------------- | --------------- | ------------------------ |
| Lwiw                                                                                     | Львів             | Львов           | 721.510                  |
| Drohobytsch                                                                              | Дрогобич          | Дрогобыч        | 074.610                  |
| Scheptyzkyj                                                                              | Шептицький        | Шептицкий       | 065.180                  |
| Stryj                                                                                    | Стрий             | Стрый           | 059.608                  |
| Sambir                                                                                   | Самбір            | Самбор          | 034.444                  |
| Boryslaw                                                                                 | Борислав          | Борислав        | 032.913                  |
| Nowojaworiwsk                                                                            | Новояворівськ     | Новояворовск    | 031.280                  |
| Truskawez                                                                                | Трускавець        | Трускавец       | 028.474                  |
| Nowyj Rosdil                                                                             | Новий Розділ      | Новый Роздол    | 028.081                  |
| Solotschiw                                                                               | Золочів           | Золочев         | 023.986                  |
| Brody                                                                                    | Броди             | Броды           | 023.335                  |
| Sokal                                                                                    | Сокаль            | Сокаль          | 020.659                  |
| Stebnyk                                                                                  | Стебник           | Стебник         | 020.398                  |
| Wynnyky                                                                                  | Винники           | Винники         | 018.527                  |
| Horodok                                                                                  | Городок           | Городок         | 016.158                  |
| Mykolajiw                                                                                | Миколаїв          | Николаев        | 014.637                  |
| Schowkwa                                                                                 | Жовква            | Жолква          | 013.895                  |
| Jaworiw                                                                                  | Яворів            | Яворов          | 012.888                  |
| Sosniwka                                                                                 | Соснівка          | Сосновка        | 010.838                  |
| Kamjanka-Buska                                                                           | Камьянка-Бузька   | Каменка-Бугская | 010.544                  |
| Schydatschiw                                                                             | Жидачів           | Жидачов         | 010.525                  |
| Quellen: Ukrainisches Amt für Statistik, Seiten 31–33 und Sekundärquelle City Population |                   |                 |                          |

## Demographie
| Jahr      | 1959      | 1970      | 1979      | 1989      | 1995      | 1998      | 2001      | 2005      | 2008      | 2012      | 2014      | 2021      |
| --------- | --------- | --------- | --------- | --------- | --------- | --------- | --------- | --------- | --------- | --------- | --------- | --------- |
| Einwohner | 2.107.858 | 2.428.868 | 2.569.392 | 2.747.703 | 2.770.300 | 2.717.700 | 2.626.543 | 2.588.041 | 2.559.779 | 2.540.938 | 2.538.436 | 2.497.750 |

| Nationalität | Einwohner | 1989 (%) | 2001 (%) | Veränderung (%) |
| ------------ | --------- | -------- | -------- | --------------- |
| Ukrainer     | 2.471.000 | 90,4     | 94,8     | 0+0,3 %         |
| Russen       | 0.092.600 | 07,2     | 03,6     | −52,6 %         |
| Polen        | 0.018.900 | 01,0     | 00,7     | −29,5 %         |
| Weißrussen   | 0.005.400 | 00,4     | 00,2     | −49,6 %         |

| Muttersprache | 1989 (%) | 2001 (%) |
| ------------- | -------- | -------- |
| Ukrainisch    | 90,1     | 95,3     |
| Russisch      | 08,8     | 03,8     |